# Kléber (ur. 1990)
Kléber, właśc. Kléber Laude Pinheiro (ur. 2 maja 1990 w Estância Velha) – piłkarz brazylijski, występujący na pozycji napastnika w SE Palmeiras, do którego jest wypożyczony z FC Porto.

## Kariera klubowa
Kléber jest wychowankiem szkółki piłkarskiej Clube Atlético Mineiro, z której trafił do pierwszego zespołu w 2009. W barwach Galo Kléber zadebiutował 21 lutego 2009 w wygranym 2-0 meczu w lidze stanowej Minas Gerais z Rio Branco de Andradas, zastępując w 84 min. Édera Luísa. W Atlético Mineiro 14 czerwca 2009 w wygranym 3-0 meczu z Náutico Recife Kléber zadebiutował w lidze brazylijskiej, zastępując w 89 min. Édera Luísa. Latem 2009 Kléber został wypożyczony do portugalskiego CS Marítimo.
W lidze portugalskiej zadebiutował 20 września 2009 w przegranym 1-2 meczu z CD Nacional. W pierwszym swoim sezonie w lidze Kléber wystąpił w 20 meczach, w których strzelił 8 bramek. Drugi sezon był podobny do pierwszego, Kléber wystąpił w 20 meczach, w których strzelił 7 bramek. Gra Klébera została zauważona przez FC Porto.
4 lipca 2011 Kléber został zawodnikiem FC Porto. Suma transferu wyniosła 2,3 mln €. W barwach Smoków Kléber zadebiutował 7 sierpnia 2011 w wygranym 2-1 meczu o Superpuchar Portugalii z Vitórią Guimarães.
| Sezon   | Klub             | Kraj       | Rozgrywki                     | Mecze | Bramki |
| ------- | ---------------- | ---------- | ----------------------------- | ----- | ------ |
| 2009    | Atlético Mineiro | Brazylia   | Campeonato Brasileiro Série A | 4     | 0      |
| 2009/10 | CS Marítimo      | Portugalia | Primeira Liga                 | 20    | 8      |
| 2010/11 | CS Marítimo      | Portugalia | Primeira Liga                 | 18    | 7      |
| 2011/12 | FC Porto         | Portugalia | Primeira Liga                 | 21    | 9      |
| 2012/13 | FC Porto         | Portugalia | Primeira Liga                 | 5     | 0      |

## Kariera reprezentacyjna
Kléber w reprezentacji Brazylii zadebiutował 10 listopada 2011 w wygranym 2-0 towarzyskim meczu z reprezentacją Gabonu.
| Mecze i gole w reprezentacji | Mecze i gole w reprezentacji | Mecze i gole w reprezentacji | Mecze i gole w reprezentacji | Mecze i gole w reprezentacji | Mecze i gole w reprezentacji | Mecze i gole w reprezentacji |
| #                            | Data                         | Miasto                       | Przeciwnik                   | Gol                          | Wynik                        | Rozgrywki                    |
| ---------------------------- | ---------------------------- | ---------------------------- | ---------------------------- | ---------------------------- | ---------------------------- | ---------------------------- |
| 1.                           | 10.11.2011                   | Libreville                   | Gabon                        |                              | 2:0                          | towarzyski                   |
| 2.                           | 14.11.2011                   | Doha                         | Egipt                        |                              | 2:0                          | towarzyski                   |